# ベイシー
ベイシー (BASIE) は、岩手県一関市に所在する、菅原正二がオーナーをつとめるジャズ喫茶である。ベーシーと表記されることもある。

## 概要
JR一ノ関駅から徒歩10分程度、一関第一高等学校から徒歩4〜5分ほどに位置する、音が良いことで有名なジャズ喫茶。店名の由来はカウント・ベイシーに因んでおり、ベイシー本人も実際にここを何度も訪れている。学習研究社刊『ジャズの教科書』では、「日本一のジャズ喫茶」と紹介され、「日本一音の良い喫茶店」として知られている。店内は、薄暗い空間にオーディオ・システムが置かれ、常に大音量でジャズのLPレコードを再生する。稀にクラシックのLPレコードを再生することもある。国内のみならず、海外からも多数のジャズ愛好家が訪れ、ファンの間では、「ジャズの聖地」と呼ばれている。アメリカのJBL本社からは、社長やエンジニア達がその音を聴くために訪れた。著名なジャズ・ミュージシャンによるコンサートもたびたび開催されている。マスターの音に対するこだわりは強く、開店当初のスピーカーのエンクロージャーに、店内の柱を切って入れたこともある。

## 歴史
1970年6月に、菅原家の土蔵をジャズ喫茶に改装して開店した。開店後は、著名なジャズ・ミュージシャンのライブも開いている。東日本大震災の際に、地震の被害を受け、店内は散乱したことで、一旦営業を中止。同年4月26日に営業を再開した。2階の土壁が落ちたり、梁にヒビが入るなどの被害があったものの、レコードは1枚も棚から落ちなかった。

## 常連客
- 村松友視 - 菅原の仲人も務めるなど交友が深い。
- タモリ - 毎年、この店を訪れることを公言している。「ヨルタモリ」で吉原という喫茶店のマスター役を演じたが、この人物はマスターの菅原をモチーフとしていた。
- 渡辺貞夫 - ほぼ毎年、この店でライブを開いている。ライブ観客として、滝川クリステルと鈴木京香が訪れたことがある。
- 色川武大（阿佐田哲也） - この店に通うために晩年に一関市に引っ越した。
- 坂田明 - この店でたびたびライブを開催している。
- エルヴィン・ジョーンズ - この店でたびたびライブを開催していた。
- ケイコ・リー - この店でたびたびライブを開催している。
- マリーン - この店でたびたびライブを開催している。
- 永六輔 - この店でトークショーをたびたび開催していた。
- 立川談志 - この店で落語会を開催していた。
- 春風亭小朝 - この店で落語会を開催していた。

## 関連作品

### CD
- 阿部薫『暗い日曜日』 WAX RECORDS/徳間ジャパンコミュニケーションズ (1997)

1971年12月6日にベイシーで録音された実況録音盤。
- ケイコ・リー『誰よりも』 ソニーミュージック (2006)

2005年11月10日にベイシーで録音された実況録音盤。(3,4曲目のみ)
- ケイコ・リー『ライヴ・アット・ベイシー～ウィズ・ハンク・ジョーンズ』 ソニーミュージック (2006)

2006年3月10日にベイシーで録音された実況録音盤。ケイコ・リー(vo),ハンク・ジョーンズ(p),坂井紅介(b)。
- 渡辺貞夫『ベイシーズ・アット・ナイト』 ビクターエンタテインメント (2007)

2007年4月17日にベイシーで録音された実況録音盤。渡辺貞夫(as),小野塚晃(p),納浩一(b),石川雅春(ds),ンジャセ・ニャン(per)。
- アニタ・オデイ『恋をしましょう～LIVE AT BASIE～』 RATSPACK RECORDS (2007)

1978年7月2日にベイシーで録音された実況録音盤。アニタ・オデイ(vo),ドワイト・ディッカーソン(p),ハーヴェイ・ニューマーク(b),ジョン・プール(ds)。
- ハンク・ジョーンズ『ジャム・アット・ベイシー フィーチャリング・ハンク・ジョーンズ』 ZZJA PLUS/ハピネット (2009)

2009年8月14日、15日にベイシーで録音された実況録音盤。ジャズ喫茶「ベイシー」40周年記念企画。クリスタルディスク(ガラスCD)、グリーンレーベルコートCD、アナログ・ディスクの3形態で発売された。ハンク・ジョーンズ(p),デイヴィッド・ウォン(b),リー・ピアソン(ds),レイモンド・マクモーリン(ts)。
- 『A DAY AT JAZZ SPOT ‘BASIE’ selected by Shoji"Swifty"Sugawara』 ステレオサウンド (2011)

マスター自ら選曲した2枚組、全20曲のコンピレーション・アルバム。ステレオサウンド・リファレンス・レコードシリーズ。ハイブリッドSACD、音匠仕様。アナログ・マスター・テープからDSDによるトランスファー、及びリマスタリングが施された。
- 『カウント・ベイシー・ルーレット・コレクション―全24タイトル』 ワーナー・ミュージック・ジャパン(2015)

マスターが監修した、1957年～1962年のルーレット時代のカウント・ベイシーのアルバムを再発したシリーズ。オリジナル・マスターを取り寄せ、マスター監修のもと、リマスタリングが施された。シリーズ中13タイトルが日本初CD化作品。

### 書籍
- 村松友視『ベーシーの客』マガジンハウス、1998年6月
- 菅原昭二『ジャズ喫茶「ベイシー」の選択』講談社、1993年4月
- 菅原正二『ジャズ喫茶「ベイシー」の選択：ぼくとジムランの酒とバラの日々』講談社〈講談社＋α文庫〉、2001年6月
- 菅原正二『サウンド・オブ・ジャズ！：JBLとぼくがみた音』新風舎〈新風舎文庫〉、2007年3月
- 菅原正二『ぼくとジムランの酒とバラの日々』駒草出版、2010年3月
- 菅原正二『聴く鏡 1994～2006』ステレオサウンド〈SS選書〉、2006年4月
- 菅原正二『聴く鏡Ⅱ 2006～2014』ステレオサウンド〈SS選書〉、2014年4月
- 『別冊ステレオサウンドジャズ喫茶ベイシー 読本 BASIE 50th Anniversary』ステレオサウンド、2020年5月

### 映画
- 『影裏』大友啓史監督作品、2020年2月公開

この店がロケ地となった。
- 『ジャズ喫茶ベイシー Swiftyの譚詩-Ballad』星野哲也監督作品、2020年9月公開

## その他
- JICO VN35MRB (交換針)

マスターが監修したSHURE V15 type Ⅲ対応レコード交換針。SHURE VN35MRをベースにして500本限定で製作された。